# 不活性気体
不活性気体（ふかっせいきたい）または不活性ガス（ふかっせいガス、英語: inert gas）は、反応性の低い気体である。化学において、合成や分析、反応性の高い物質の保存に利用される。不活性気体の利用に際しては、製造コストや精製コストを考慮しつつ、問題となる化学反応や物質に対して不活性なものを選択する。窒素やアルゴンが最も一般的である。
貴ガスと異なり、不活性気体は単体のみならず、化合物の場合もある。貴ガスと同様、原子価あるいは最外殻電子が閉殻となっているため不活性となる。これはあくまで傾向であり、厳密な規則ではない。実際、貴ガスと同様に不活性気体であっても、化学反応して化合物を形成することがある。

## 製法
単一元素からなる不活性気体は、一般に空気を圧縮して液化し、適当な蒸気圧で蒸発してくる気体を集めることで得られる。
窒素を基本とする不活性ガスは、ケミカルタンカーやもっと小さいコンプレッサーを備えた製品運搬船上で窒素だけを透過する膜を使って製造される。
2万トン以上の石油タンカーの場合、煙道ガスを不活性ガスとして使うか、ケロシンを専用の不活性ガス発生装置で燃焼させて高品質の不活性ガスを生成して使う。不活性ガスシステムはボイラーの排気をその供給源としているため、ボイラーのバーナーにおける燃料と空気の比率をうまく調整することが重要で、それによって生成される不活性ガスの品質が向上する。空気が多すぎると排気ガスの酸素含有率が5%を越え、燃料が多すぎると危険な炭化水素ガスが燃焼せずに残ってしまう。煙道ガスは浄化塔を通すことで浄化され冷やされる。各種安全装置によって過圧、炭化水素ガスの機関室への逆流、酸素含有率の高すぎる不活性ガスの供給などを防ぐ。ガスタンカーや製品運搬船では煙道ガスシステムは使えず（酸素含有率が1%以下でなければならないため）、低酸素不活性ガス発生装置を使用する。低酸素不活性ガス発生装置は、燃焼室とファンを備えた浄化装置とガスを冷却する冷凍装置で構成されている。さらに乾燥装置をそれに連結し、デッキに不活性ガスを供給する前に水分を除去する。これらの機器の較正と試験を事前に行うことで動作を保証する。

## 用途
不活性気体の反応性の低さから、好ましくない化学反応を防ぐのに使われる。例えば、細菌や菌類の多くは、酸素や二酸化炭素といった反応性の気体がないと増殖できない。そのため、食品パッケージに不活性気体（特に窒素）を封入し、流通段階での腐敗を防いでいる。最も重要なこととして窒素分子は不活性なので、どのような反応も食物中で起こらせず、味やにおいを変化させず、人体中でも化学反応を起こさない。
味覚や嗅覚が脳に信号として知覚されるには、その物質が化学反応を起こさなければならないが、不活性気体は反応性が低いため味や匂いを変化させない。そのため、不活性気体は受動性の（化学反応に頼らない）防腐剤としてよく使われる。これに対し、能動的な（化学反応に頼る）防腐剤は、細菌などと生化学的反応を起こすため、味や匂いも変化させることがあり、防腐剤自身が人間の味覚や嗅覚の機構に反応することもある。
化学者は、実験で空気と反応しやすい物質を扱うことがあり、不活性気体中でそれらを扱う技術を開発してきた。
船舶関連では、防爆のためにタンク内の空間やタンク周辺に充填する酸素含有率の低いガスを不活性ガスと呼ぶ。この場合の不活性ガスは窒素ベースのものと煙道ガス（排ガス）ベースのものがある。化学工場においても、揮発性可燃液体は、その蒸気と酸素の混合を防ぎ防火を図るため、主に窒素雰囲気下にて保存する。

## 溶接
アーク溶接は大気中で行うと溶融金属に窒素が溶け込み、凝固の際に気泡を形成するという問題がある。このためアーク溶接ではアルゴンや二酸化炭素を主成分とするシールドガスという一種の不活性ガスを使う。

## 不活性気体を使った防爆
石油タンカーでは、タンク内の石油が大気に触れないように不活性ガスを使い、爆発を防いでいる。タンク内の気体部分での酸素含有率を8%未満にしておくと、石油が気化して炭化水素ガスとなっても点火することがない。特に荷揚げの際と空荷状態で産油地へ回航している際には、炭化水素の気化が多くなり不活性ガスが重要となる。また、タンク内の揮発性ガスを普通の空気と入れ替える際（および逆の場合）にも不活性ガスが必要となる（空気と炭化水素ガスを直接混ぜると爆発しやすくなるため）。ガスタンカーのタンク内に不活性ガスを入れることはないが、その周辺の隙間は不活性ガスで満たす。